# Павлин Нолански
Павлин Нолански известен и като Павлин Милостиви и Павлин от Нола (пълно име Понтий Меропий Аниций Паулинус, на латински: Pontius Meropius Anicius Paulinus) е християнски светец и писател, епископ на Нола (409 – 431).
Католическата църква почита паметта му на 22 юни, Източноправославните църкви – на 23 януари.

## Биография
Павлин е роден в Бурдигала – днешния френски град Бордо) в семейството на богат римски сенатор. Той е брат-близнак на св.Мелания Старша. Павлин получава добро образование, и е избран за римски сенатор, след това става консул и, накрая през 381 г. е назначен за губернатор на област Кампания в Италия. Притежава поземлени владения в Аквитания, Испания и Южна Италия.
Губи единственото си дете и заедно с жена си започват да водят аскетичен живот. През 389 г. се установява в Испания, където през 394 г. в Барселона, е ръкоположен за свещеник. Заедно с жена си основават в Нола манастир. През 409 г. е избран за епископ Нолански. Слад разграбването на Нола от вестготите в 410 г. организира откупването на пленените си съграждани и ръководи възстановявнето на града. Поддържа дружески отношения със св.Амвросий Медиолански, св.Августин Блажени, св.Йероним Блажени и св.Никита Ремесиански. Павлин е известен християнски писател и поет – от творчеството му са запазени 32 химна и 50 писма към различни лица с богословско съдържание (за промисъла, за човешката природа, за ходатайството на светиите пред Бога, за молитвите за починалите, за иконопочитанието и др.). На Павлин Нолански се приписва и въвеждането на камбаните в богослужението.
Умира на 22 юни 431 г. мощите му се съхраняват в Рим, в църквата „Сан Бартоломео“.